# Sobór Opieki Matki Bożej w Grodnie
Sobór Opieki Matki Bożej – prawosławny sobór katedralny w Grodnie. Główna świątynia eparchii grodzieńskiej i wołkowyskiej Egzarchatu Białoruskiego Patriarchatu Moskiewskiego oraz siedziba miejscowej parafii (w dekanacie grodzieńskim).
Obiekt został wzniesiony w 1907 w stylu pseudoruskim ku czci żołnierzy rosyjskich poległych w wojnie rosyjsko-japońskiej. Świątynia posiada fasadę główną, apsydę i fasadę boczną. W 1961 świątyni nadano tytuł soboru.

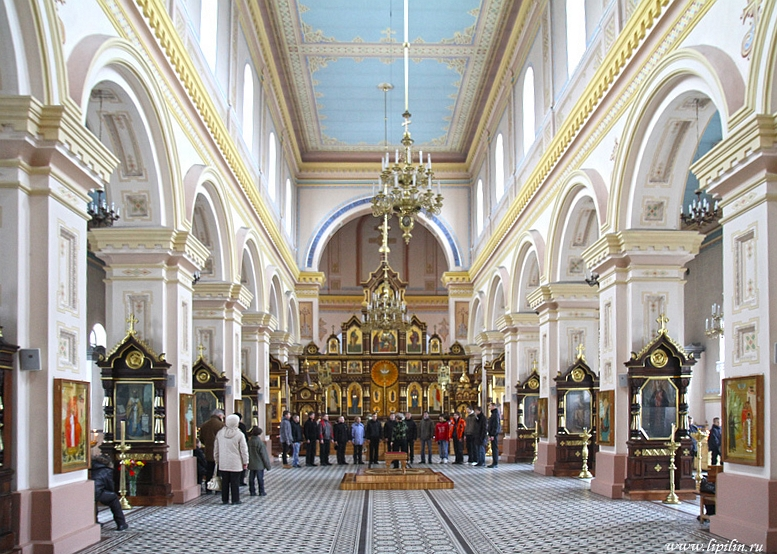
Wnętrze soboru